# Sint-Kwintenskerk (Doornik)

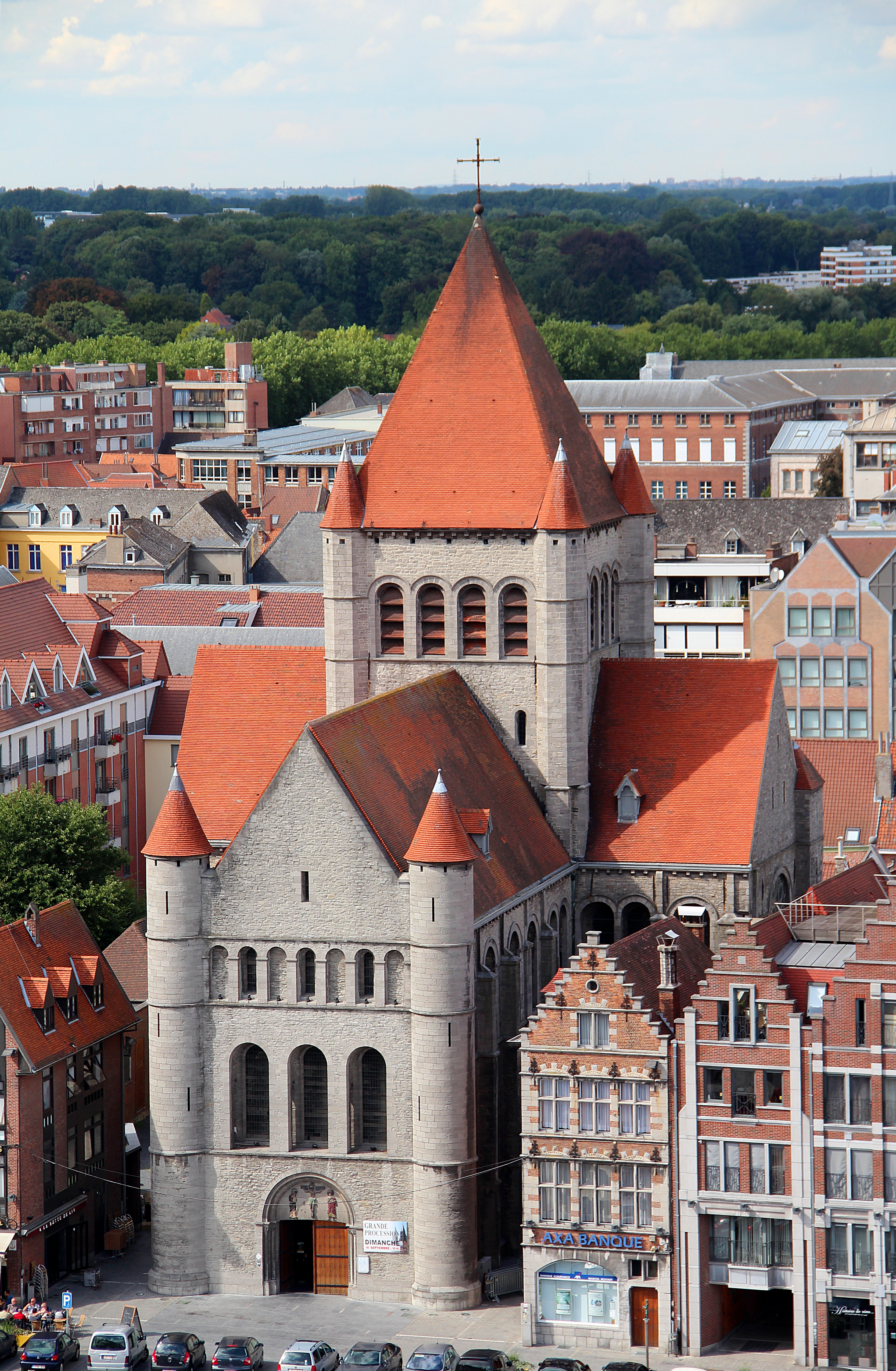
De Sint-Kwintenskerk gezien vanop het belfort.

De Sint-Kwintenskerk (Frans: église Saint-Quentin) in Doornik is een romaans gebouw uit de 12e eeuw. Ze ligt aan het uiteinde van de Grote Markt.

## Geschiedenis

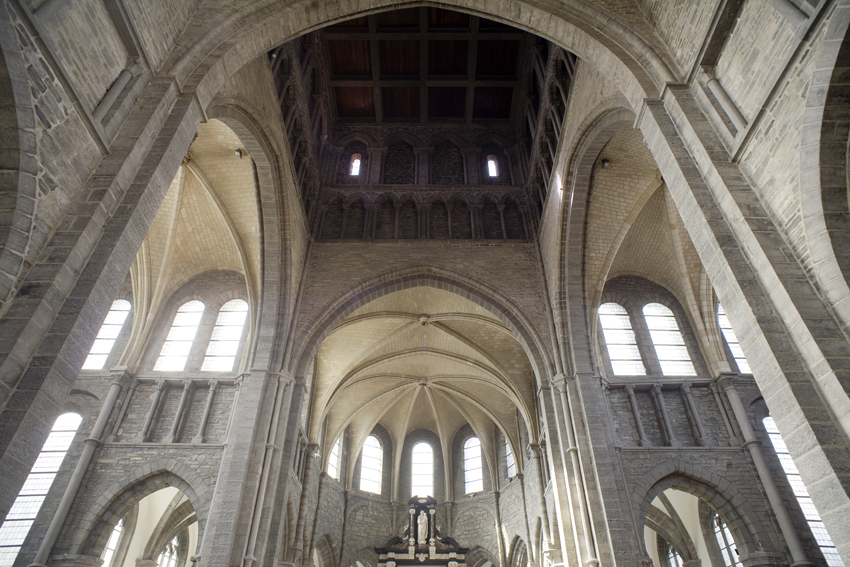
Binnenaanzicht van de vieringtoren met de twee triforia.

De oorsprong van de kerk is vermoedelijk verbonden met de grote Gallo-Romeinse begraafplaats waar ze overheen is gebouwd.
De kerk is gebouwd in de 12e eeuw. De rijke tapijtwever Pasquier Grenier liet in 1464 de kooromgang en drie kapellen toevoegen, waarna hij in 1493 zelf begraven werd in de kerk.
Ze liep grote schade op bij een bombardement van de Luftwaffe in mei 1940.

## Architectuur
Het schip is romaans. Het transept en het koor hebben gewelven waarvan de stijl verraadt dat ze op de overgang van romaans naar gotisch gebouwd zijn. De marmeren balustrade die het koor afsluit, dateert uit de 17e eeuw. De vieringtoren is opgetrokken in de 13e eeuw en kenmerkt zich door een dubbel triforium.
Tussen het schip en het transept liggen twee kapellen. In één ervan ligt het grafmonument van Jacques Castaigne uit 1327. De pleurants die zijn heengaan bewenen, vertonen behoorlijke slijtage.
|                    |  |       |
| Aartsengel Gabriël |  | Maria |

## Kunstwerken
Tegen de pijlers van de kruising zijn twee gepolychromeerde beelden uit 1428 aangebracht. Deze groep van de Annunciatie is het werk van beeldhouwer Jean Delemer en schilder Robert Campin, twee Doornikse meesters van wie nauwelijks ander werk is bewaard. Oorspronkelijk komt de groep uit de in 1821 gesloopte Sint-Pieterskerk. In 2010 werd een diepgaande restauratie afgerond, waarbij het resultaat van eerdere interventies gerespecteerd werd (behoud van de 19e-eeuwse hoofden, handen en vleugels).

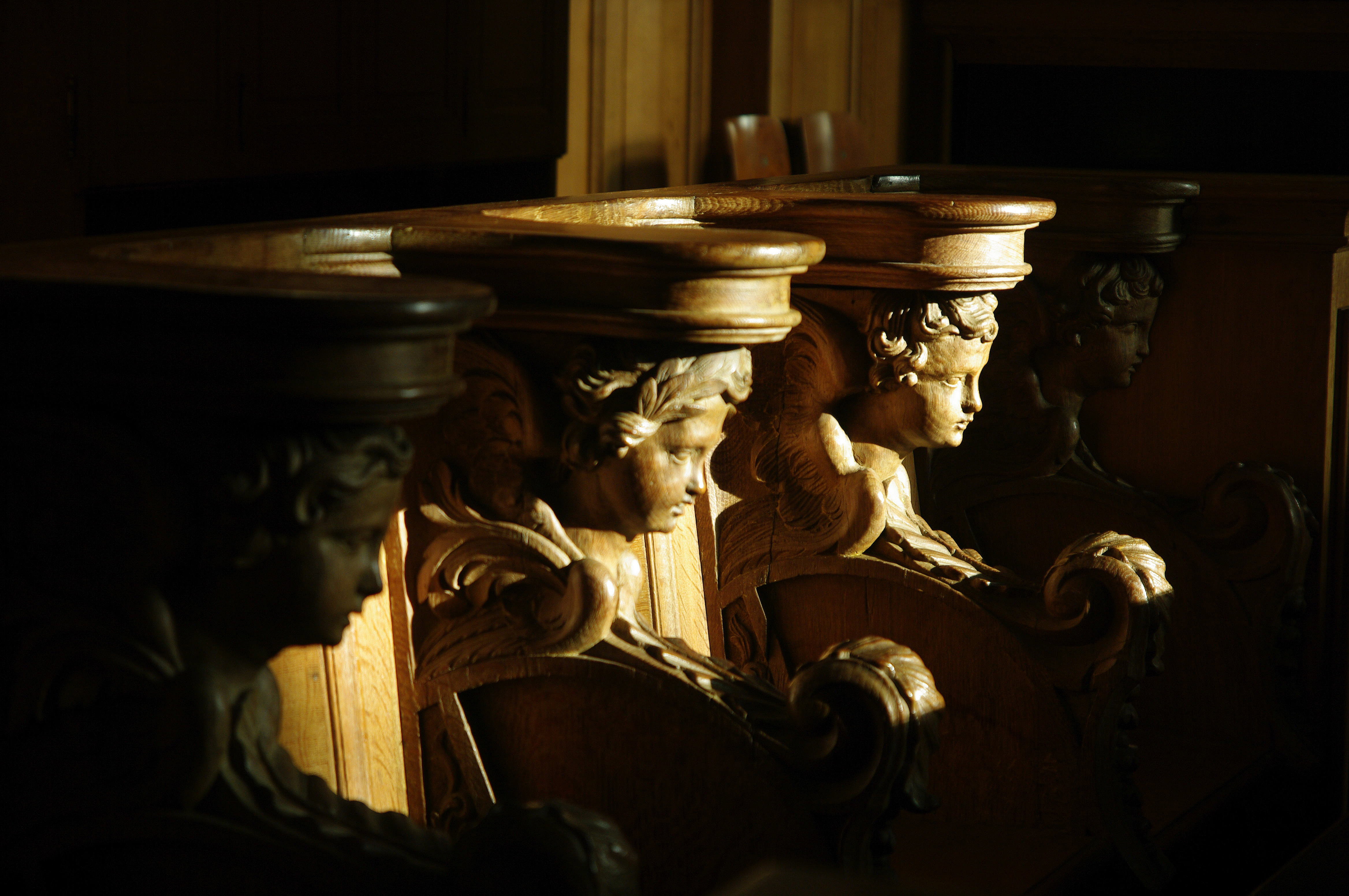
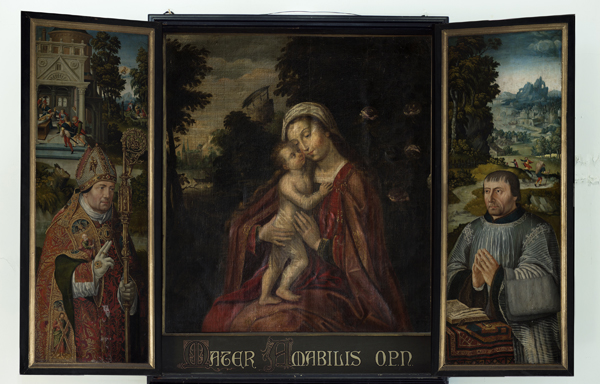
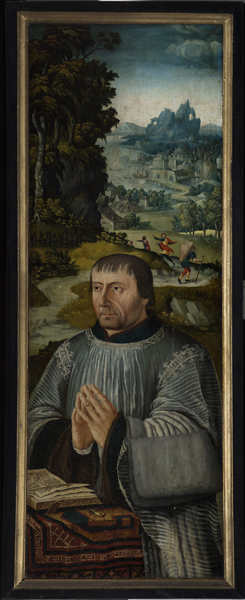
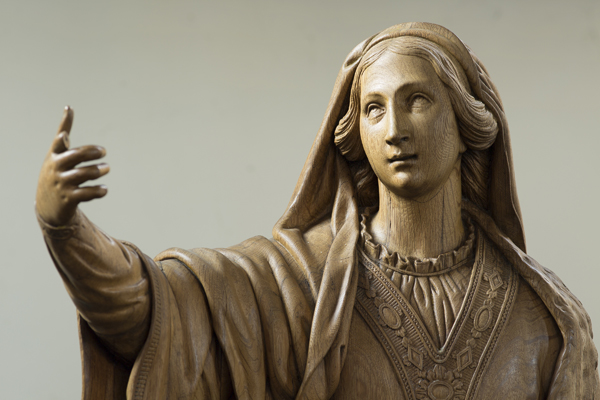